# اسم ياباني

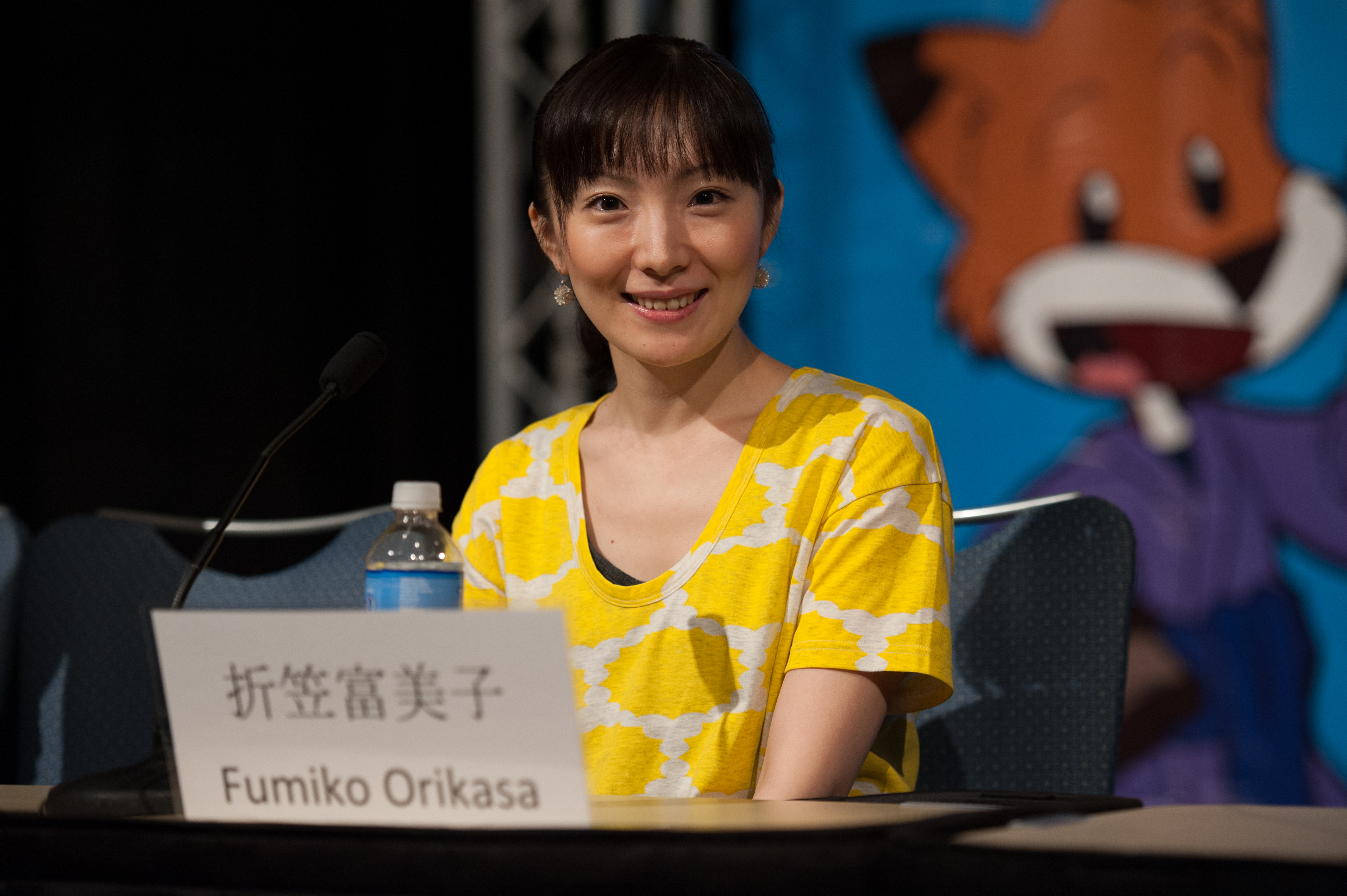

الأسماء اليابانية (باليابانية 日本人の氏名 Nihonjin no Shimei). يتكون الاسم من اسم العائلة (اللقب) ومن ثم يليه الاسم الأول الذي يُطلق على المولود (الاسم المعطى) غالباً في العصر الحديث، ولا يُستخدم أكثر من الاسم أول عادةً، وتكتب الأسماء اليابانية عادةً برموز الكانجي والتي هي في الأصل حروف صينية ولكن نطقها ياباني.
تمتلك الأسماء اليابانية المكتوبة بالكانجي مجموعة متنوعة من طرق النطق اليابانية، لذا يستخدم الوالدان الهيراغانا أو الكاتاكانا عند إطلاق الاسم على مولودهم إذ أن الأسماء المكتوبة بالهيراغانا أو الكاتاكانا عبارة عن أداءات صوتية تفتقر إلى المعنى البصري للأسماء التي عبرت عنها الكانجي.
أسماء العائلات اليابانية متنوعة للغاية: بحسب التقديرات، فإن هناك أكثر من 100,000 لقب مختلف يستخدم حتى اليوم في اليابان، وأكثر ثلاث أسماء عوائل شيوعاً في اليابان هي ساتو (佐藤) وسوزوكي (鈴木) وتاكاهاشي (高橋).
هذا التنوع عبارة عن تناقض مطلق في المجال الثقافي مع وضع الدول الشرق آسيوية الأخرى، وهو ما يعكس تاريخاً مختلفا: فقد كانت الألقاب الصينية تُستخدم لآلاف السنين وكثيراً ما كانت تعبر عن عشيرة بأكملها أو قد اعتُمدت من النبلاء (إما بعلاقة وراثية أو بدونها) ومن ثم انتقلت هذه الألقاب إلى كوريا وفيتنام من خلال أسماء النبلاء. فنرى أن الغالبية العظمى من الأسماء اليابانية الحديثة ترجع إلى القرن التاسع عشر ميلادي متبعةً بذلك استعراش ميجي وكان حينها اختيار الأسماء وفقاً لما يقرره المرء.
وقد مر إدخال الألقاب الحديثة بمؤثرين إضافيين:
فقد انتشرت الأسماء اليابانية انتشاراً واسعاً عندما أصبح عدد السكان كبيراً جداً (والذي بلغ عددهم أكثر من 30 مليون نسمة في بداية عهد ميجي – اطلع على التركيبة السكانية الإمبراطورية اليابانية) عوضًا عن التي يرجع تاريخها إلى العصور القديمة (التي قدر عدد سكانها على سبيل المثال بـ 1من العصر الحديث هو 300,000 –اطّلع على سكان اليابان قبل استعراش ميجي) ولم تشهد الأسماء اليابانية اندثاراً كبيراً منذ ذلك الحين بعد مرور بعض الوقت مثل الذي حدث في التاريخ الصيني الأطول بكثير.
وُجدت الالقاب اليابانية في مناطق مختلفة على فترات زمنية متفاوتة، فعلى سبيل المثال اسم تشينين (知 念) وهيجا (比 嘉)ووشيمابوكورو (島 袋) شائعة في أوكيناوا ولكنها ليست كذلك في مناطق اليابان الأخرى، ويرجع ذلك أساساً إلى الاختلاف بين لغة سكان ياماتو واوكيناوا وثقافتهما. كما أن العديد من أسماء العائلات اليابانية مستمدة من المناظر الطبيعية الريفية، مثلاً اسم إيشيكاوا (石川) يعني «نهر الحجر» وياماموتو (山 本) يعني «قاعدة الجبل» وواينو (井上) يعني «فوق البئر».
بينما تتبع أسماء العوائل قواعداً متسقة نسبياً إلا أن إطلاق الأسماء يُعتبر أكثر تنوعاً من ناحية النطق واستخدام الأحرف، وعلى الرغم من أن معظم الأسماء الشائعة سهلة الكتابة والنطق إلا أن أغلب الآباء يختارون أسماءً بحروف وكلمات استثنائية النطق ولا يمكن تهجئة هذه الأسماء تهجئةً واضحة ما لم يُعطى لها تهجئةً ونطقاً، وقد أصبح هذا النطق الاستثنائي شائعاً خاصةً بعد ما ازداد استخدامه خلال التسعينات، فعلى سبيل المثال أسم الولد الشائع 大翔 (Hiroto) نطقه التقليدي هو هيروتو ولكن في السنوات الأخيرة استبدل نطقه بـ هاروتو (Haruto) وقد أُدخل هذا التغيير على الأسماء التالية: ياماتو "Yamato" وتايغا "Taiga" وسورا "Sora" وتايتو "Taito" ودايتو "Daito" وماساتو "Masato".
غالباً ما تنتهي أسماء الذكور بـrō- 郎- (وتعني «ابن» ولكن هناك أيضاً 朗 والتي تعني (الوضوح والإشراق) ومثاله اسم ايتشيرو "Ichirō") أو – ta- 太 وتعني (عظيم وسميك) ومثاله اسم كينتا "Kenta") أو تحتوي على – ichi- (ومعناه (الأول [ابن]) ومثاله اسم كينيتشي "Ken'ichi") – kazu- (وتكتب كذلك (الأول [ابن]) مرفقاً مع العديد من الأحرف الأخرى الممكنة، ومثالها كازوهيرو"Kazuhiro") و– ji- («الثاني [ابن]» أو 次 «التالي»، ومثاله جيرو"Jirō") أو – dai- 大 («عظيم، وكبير» ومثاله دايتشي "Daiichi")، بينما تنتهي أسماء الإناث بـ -ko- 子 («طفلة»، ومثاله كيكو "Keiko") أو – mi- 美 («الجمال»، ومثاله يومي "Yumi") وتتضمن نهايات الأسماء الأخرى للإناث الأكثر شعبية على –ka-香 (والتي تعني «شذى، عطر» أو 花 وتعني «زهرة»، على سبيل المثال ريكا "Reika") و na- - 奈، أو 菜 (ويعني الأخضر «خضرة»؛ وعلى سبيل المثال اسم هارونا "Haruna").

## تركيب الاسم
تحتوي غالبية أسماء الشعب الياباني على لقبٍ واحد مع الاسم المعطى ولا يحتوي على اسمٍ أوسط، باستثناء العائلة الإمبراطورية اليابانية وأبناء عائلتهم لا يحملون اسم لقب.
اسم العائلة مايوجي – myōji- (苗 字 أو 名字) اوجي – uji- (氏) أو سي – sei-((姓) [بحاجة لمصدر] - ما يسبق الاسم المعطى يسمى «اسم» - (名 مي mei) أو «اسم سفلي» (下 の 名 前 shita no namae). وقد يُشار على الاسم المعطى على أنه «اسم سفلي» لأنه يُكتب باليابانية عامودياً ويظهر دائماً تحت اسم العائلة. وقد تمتلك أسماء اليابانيين ذوي الأعراق المختلفة (أحد الوالدين ياباني والآخر أجنبي) اسماً أوسطاً.
تمتلك أسماء العوائل مايوجي "myōji" واوجي "uji" وسي "sei" معانٍ مختلفة من الناحية التاريخية. فقد كان سي "sei" لقب وراثي الأبوّة «من سلالات الأبوية» ولهذا السبب في كونها حتى الآن لا يطلقها الإمبراطور إلا على أسماء الذكور، ويصبح الشكل العامودي «السفلي» لاسم سي sei تي tei وهو اسم شائع للرجال اليابانيين، وبالرغم من وجود الجد الأعلى في اليابان القديمة والذي جاء منه أصلاً لقب سي sei إلا أن هناك عدداً قليلاً نسبياً يلقبون بها، وكانت معظم العشائر النبيلة في العصور الوسطى تستخدم هذا الاسم في نسبهم سواء بشكل مباشر أو للخدم.
كان اسم اوجي Uji اسماً آخر يُستخدم لتعيين النسب الأبوي ولكنه اندمج بعد ذلك مع مايوجي myōji خلال نفس الفترة، وكان اسم مايوجي myōji ببساطة ما اختارته العائلة كلقب لها على عكس اسم سي sei الذي يمنحه الإمبراطور، في حين ان اسم اوجي Uji صدر عن النسب الأبوي في الأسلاف الذكور بما في ذلك الأجداد الأجداد يطلق عليهم اسم haku والذي يعني (الأعمام أو الأخوال) إلا أن المرء يكون على درجة معينة من الحرية في تغيير اللقب إلى مايوجي myōji. انظر أيضاً Kabane.
تمتلك الأحرف اليابانية متعددة النطق نفسه ولذا تمتلك العديد من الأسماء اليابانية معانٍ متعددة وخاصة حروف الكانجي يمكن أن يكون لها معانٍ وطرق نطق متعددة، فيكون في بعض الأسماء والأحرف اليابانية الاسم صوتي «التهجئةً» وقد لا يقصد معنى وراءها، وتستخدم العديد من الأسماء اليابانية الشخصية التورية «التلاعب بالألفاظ».
إن عدداً قليلاً جداً من الأسماء اليابانية تصلح أن تكون إما للألقاب أو لأسماء معطاة مثل مايومي Mayumi 真弓و كانيكو Kaneko 金子 وماسوكو Masuko 益 子 أو أراتا Arata 新).
وعادة ما تكون تلك الأسماء المعروفة والتي تأتي مع الأسماء اليابانية كلقبٍ أو اسم معطى واضحة مهما وردت في أي ترتيب للاسم، وبسبب هذا الوضوح يجعل الخلط بين اسمين بعيد الاحتمال، فمثلاً عند كتابة (قال) في اللغة الإنجليزية يتم استخدام اسم العائلة ويكتب بعده الاسم المعطى بالترتيب. وقد تتطابق بعض الألقاب المشتركة والأسماء المعطاة عند استخدامها بالأحرف اللاتينية بفضل تعدد النطق والاختلافات في اللغات مثل اسم شوجي Shoji فيُكتب كاسم معطى (昌 司، 昭 次، أو 正 二) أو يُكتب كلقب (庄 司، 庄子، 東 海林، أو 小路).
للأسماء اليابانية اختلافات واضحة عن الأسماء الصينية من ناحية اختيار الاسم ونطقه ومنها يمكن لأي ياباني أن يميز الأسماء اليابانية عن الصينية. ويقول اكي توموزاوا وهو مؤلف لكتاب "ثنائية اللغة اليابانية المخفية" (إن لغات أيتام الحرب وأهاليهم بعد عودتهم إلى الوطن من الصين هي ما تعادل كيف يمكن للأوروبيين بسهولة أن يُميزوا أن اسم "سميث" اسم إنجليزي و "شميدت" ألماني أو أن اسم "فيكتور" إنجليزي أو فرنسي و" فيتوريو "ايطالي").